# Insieme induttivo (teoria degli ordini)
In teoria degli ordini, un insieme ordinato {\displaystyle X} si dice induttivo se:
Ogni catena di {\displaystyle X} ha un maggiorante.

## Insiemi induttivi e Lemma di Zorn
Il concetto di insieme induttivo è alla base del Lemma di Zorn. La definizione classica del lemma è infatti:
Dato un insieme {\displaystyle X} parzialmente ordinato, se ogni sua catena ha un maggiorante, allora {\displaystyle X} contiene un elemento massimale
Ma tale definizione può essere riformulata come:
{\displaystyle X} induttivo non vuoto {\displaystyle \Rightarrow } ha un elemento massimale.
Osserviamo che non è vera l'implicazione inversa, a meno che l'ipotesi non venga rafforzata:
{\displaystyle X} ha massimo {\displaystyle \Rightarrow } è induttivo.